# Okręg wyborczy nr 34 do Senatu Rzeczypospolitej Polskiej
Okręg wyborczy nr 34 do Senatu Rzeczypospolitej Polskiej obejmuje obszar powiatów bocheńskiego, brzeskiego, proszowickiego i wielickiego (województwo małopolskie). Wybierany jest w nim 1 senator na zasadzie większości względnej.
Utworzony został w 2011 na podstawie Kodeksu wyborczego. Po raz pierwszy zorganizowano w nim wybory 9 października 2011. Wcześniej obszar okręgu nr 34 należał do okręgu nr 14.
Siedzibą okręgowej komisji wyborczej jest Tarnów.

## Reprezentanci okręgu
| Rok  | Rok                  | Senator      | Partia                 |
| ---- | -------------------- | ------------ | ---------------------- |
|      | 2011                 | Maciej Klima | Prawo i Sprawiedliwość |
| 2015 | Zbigniew Cichoń      |              | Prawo i Sprawiedliwość |
| 2019 | Włodzimierz Bernacki |              | Prawo i Sprawiedliwość |
| 2023 | Włodzimierz Bernacki |              | Prawo i Sprawiedliwość |

## Wyniki wyborów
Symbolem „●” oznaczono senatora ubiegającego się o reelekcję.

### Wybory parlamentarne 2011
| Kandydat                                                                                      | Kandydat         | Komitet wyborczy                                | Głosów | Głosów | Głosów |
| Kandydat                                                                                      | Kandydat         | Komitet wyborczy                                | Liczba | %      | +/–    |
| --------------------------------------------------------------------------------------------- | ---------------- | ----------------------------------------------- | ------ | ------ | ------ |
|                                                                                               | Maciej Klima ●   | Prawo i Sprawiedliwość                          | 51 013 | 39,52  | –      |
|                                                                                               | Stanisław Kracik | Platforma Obywatelska RP                        | 47 174 | 36,54  | –      |
|                                                                                               | Ludwik Węgrzyn   | Polskie Stronnictwo Ludowe                      | 19 520 | 15,12  | –      |
|                                                                                               | Piotr Kopeć      | Sojusz Lewicy Demokratycznej                    | 8249   | 6,39   | –      |
|                                                                                               | Bogdan Szumański | KWW Obywatelskich List Wyborczych Nowego Ekranu | 3134   | 2,43   | –      |
| Frekwencja: 48,04% Liczba głosów ważnych: 129 090 (97,49%) Źródło: Państwowa Komisja Wyborcza |                  |                                                 |        |        |        |

● Maciej Klima reprezentował w Senacie VII kadencji (2007–2011) okręg nr 14.

### Wybory parlamentarne 2015
| Kandydat                                                                                      | Kandydat          | Komitet wyborczy           | Głosów | Głosów | Głosów |
| Kandydat                                                                                      | Kandydat          | Komitet wyborczy           | Liczba | %      | +/–    |
| --------------------------------------------------------------------------------------------- | ----------------- | -------------------------- | ------ | ------ | ------ |
|                                                                                               | Zbigniew Cichoń   | Prawo i Sprawiedliwość     | 77 459 | 54,33  | +14,81 |
|                                                                                               | Jan Pająk         | Polskie Stronnictwo Ludowe | 42 110 | 29,54  | +14,42 |
|                                                                                               | Grzegorz Przybyło | KORWiN                     | 22 999 | 16,13  | –      |
| Frekwencja: 52,63% Liczba głosów ważnych: 142 568 (95,40%) Źródło: Państwowa Komisja Wyborcza |                   |                            |        |        |        |

### Wybory parlamentarne 2019
| Kandydat                                                                                      | Kandydat             | Komitet wyborczy                           | Głosów | Głosów | Głosów |
| Kandydat                                                                                      | Kandydat             | Komitet wyborczy                           | Liczba | %      | +/–    |
| --------------------------------------------------------------------------------------------- | -------------------- | ------------------------------------------ | ------ | ------ | ------ |
|                                                                                               | Włodzimierz Bernacki | Prawo i Sprawiedliwość                     | 97 648 | 55,61  | +1,28  |
|                                                                                               | Artur Kozioł         | KKW Koalicja Obywatelska PO .N iPL Zieloni | 39 255 | 22,36  | –      |
|                                                                                               | Wojciech Kozak       | Polskie Stronnictwo Ludowe                 | 26 570 | 15,13  | –14,41 |
|                                                                                               | Mirosław Chodur      | KWW Mirosława Chodura                      | 12 110 | 6,90   | –      |
| Frekwencja: 62,12% Liczba głosów ważnych: 175 583 (98,09%) Źródło: Państwowa Komisja Wyborcza |                      |                                            |        |        |        |

### Wybory parlamentarne 2023
| Kandydat                                                                                      | Kandydat               | Komitet wyborczy                           | Głosów | Głosów | Głosów |
| Kandydat                                                                                      | Kandydat               | Komitet wyborczy                           | Liczba | %      | +/–    |
| --------------------------------------------------------------------------------------------- | ---------------------- | ------------------------------------------ | ------ | ------ | ------ |
|                                                                                               | Włodzimierz Bernacki ● | Prawo i Sprawiedliwość                     | 98 347 | 46,42  | –9,19  |
|                                                                                               | Adam Korta             | KKW Koalicja Obywatelska PO .N iPL Zieloni | 74 493 | 35,16  | +12,80 |
|                                                                                               | Radosław Macoń         | Konfederacja Wolność i Niepodległość       | 22 378 | 10,56  | –      |
|                                                                                               | Bartłomiej Krzych      | Polska Jest Jedna                          | 16 654 | 7,86   | –      |
| Frekwencja: 74,65% Liczba głosów ważnych: 211 872 (98,13%) Źródło: Państwowa Komisja Wyborcza |                        |                                            |        |        |        |